# 佐伯精司
佐伯 精司（さえき せいじ）、1960年（昭和35年）8月23日 - ）は、日本の元海上自衛官。退官時の階級は海将。

## 略歴
愛媛県出身。愛光高等学校を経て東京大学法学部第3類（政治コース）を卒業し、1984年（昭和59年）3月、一般幹部候補生として海上自衛隊に入隊。その後、さわぎり艦長。海上幕僚監部補任課等での勤務を経て、2007年（平成19年）3月、第1護衛隊司令に就任。隊司令として2008年（平成20年）1月11日に成立した「テロ対策海上阻止活動に対する補給支援活動の実施に関する特別措置法」に基づき最初に派遣された第1次派遣海上補給支援部隊を指揮した。その後は第3護衛隊群司令、舞鶴地方総監部幕僚長、海上幕僚監部装備計画部長を務めたのち、2016年（平成28年）12月、海将に昇任し潜水艦隊司令官に就任。2017年（平成29年）12月20日に退官した。

## 年譜
- 1984年（昭和59年）3月：海上自衛隊入隊（第35期一般幹部候補生課程）[10]
- 1998年（平成10年）7月：2等海佐に昇任
- 2000年（平成12年）3月：第1護衛隊群司令部幕僚
- 2001年（平成13年）8月20日：護衛艦「さわぎり」艦長
- 2002年（平成14年）8月20日：海上幕僚監部人事教育部補任課
- 2003年（平成15年）1月1日：1等海佐に昇任
- 2005年（平成17年）8月1日：海上幕僚監部防衛部防衛課防衛班長
- 2007年（平成19年）3月28日：第1護衛隊司令
- 2008年（平成20年）8月1日：海上幕僚監部指揮通信情報部指揮通信課長
- 2010年（平成22年）3月29日：海将補に昇任、第3護衛隊群司令
- 2011年（平成23年）8月5日：統合幕僚監部指揮通信システム部長
- 2013年（平成25年）8月22日：舞鶴地方総監部幕僚長
- 2015年（平成27年）3月30日：海上幕僚監部装備計画部長
- 2016年（平成28年）12月22日：海将に昇任、潜水艦隊司令官に就任
- 2017年（平成29年）12月20日：退官